# Řízení letového provozu

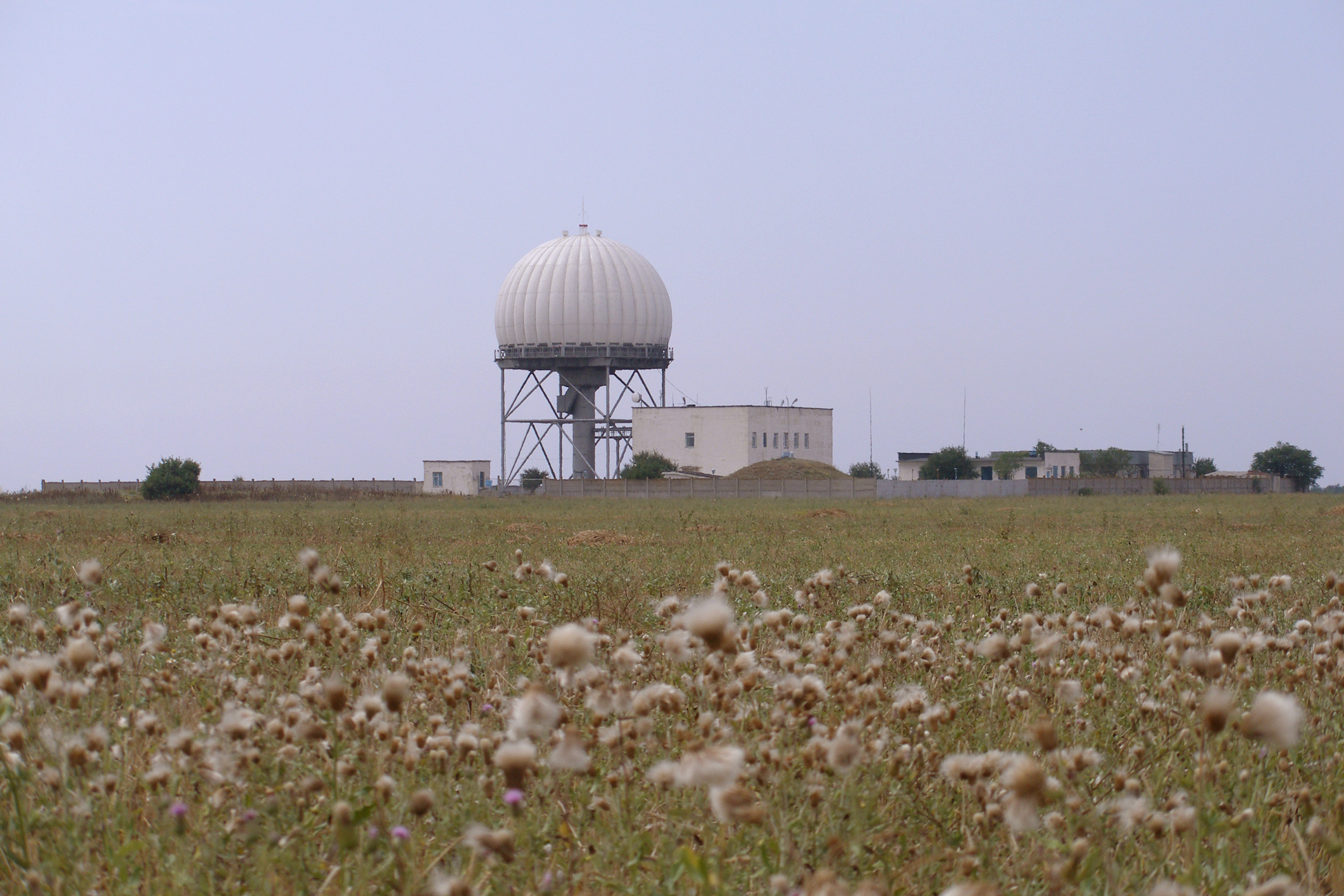

Řízení letového provozu (též ATC z – anglického air traffic control) je služba poskytovaná ze země letadlům na pohybujícím se v řízeném vzdušném prostoru nebo na řízeném letišti. Základním smyslem řízení letového provozu je předcházet srážkám ve vzduchu i na zemi, ale řídící letového provozu poskytují pilotům obvykle i další služby, jako je navigační pomoc nebo informační služba.
V českém vzdušném prostoru a na velkých českých letištích tuto službu zajišťuje státní podnik Řízení letového provozu České republiky.
Profese, která službu řízení letového provozu zajišťuje, se nazývá řídící letového provozu, často bývá ale používán také nepřesný termín letecký dispečer, který je chybný, jelikož letečtí dispečeři lety plánují a neřídí provoz v letovém prostoru.

## Standardy
Celosvětově používaným jazykem v řízení letového provozu je v souladu s pravidly ICAO angličtina. Ve většině zemí je dovoleno i používání místního jazyka ke komunikaci mezi pilotem soukromých či výcvikových letů a řídícím letového provozu.
Ve většině světa se při řízení letového provozu, stejně jako v letectví obecně, používají imperiální jednotky – tedy nadmořská výška se měří ve stopách, rychlost v uzlech a vzdálenost v námořních mílích.

## Specializovaná střediska řízení

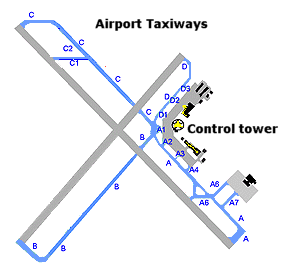
Pojezdová dráha

Bezpečnost řízených letů musí být zajištěna od pojíždění na letišti před startem až po dokončení letu a bezpečné zastavení na cílovém letišti. Proto je služba řízení letového provozu poskytována obvykle třemi navzájem spolupracujícími specializovanými středisky.

### Letištní služba řízení
Pro letištní službu řízení se používá zkratka TWR (z anglického tower – věž), protože základním bodem pro řízení provozu na letišti je řídící věž. Řídící na věži jsou zodpovědní za bezpečný provoz na přistávací dráze (povolení vstupu a přejíždění), pojezdových drahách (pouze v nepřítomnosti pozice GND) a v řízeném okrsku (zvaném též CTR z anglického Control Zone), což je malý vzdušný prostor v bezprostředním okolí letiště. Řídící na věži zajišťují nejen bezpečný provoz letadel, ale i pozemních vozidel, která se pohybují po letištní ploše. Řídící věž také vydává letové povolení (pouze když není přítomna pozice GND).
Služba řízení letového provozu je v České republice poskytována na těchto civilních letištích: Letiště Václava Havla Praha, Letiště Brno-Tuřany, Letiště Leoše Janáčka Ostrava, Letiště Vodochody, Letiště Kunovice, Letiště Karlovy Vary a také Letiště Pardubice se smíšeným vojenským a civilním provozem.

### Přibližovací služba řízení
Přibližovací služba řízení je označována zkratkou APP (z anglického approach – přiblížení). Jejím úkolem je udržovat bezpečný a plynulý provoz v koncové řízené oblasti (zvané též TMA z anglického Terminal Manouvering Area), což je vzdušný prostor v širším okolí letiště.
Práce přibližovací služby řízení se v mnohém podobá oblastní službě řízení, jelikož jde o zajišťování rozstupů mezi letadly během letu. Vzhledem k vysoké hustotě provozu v okolí letišť se ale přibližovací služba řízení v mnohém odlišuje od oblastního řízení a proto jde zpravidla o dvě různé specializace.
Zjednodušeně se dá přibližovací služba řízení charakterizovat následovně: do TMA vstupují z různých směrů letadla mířící na letiště a úkolem APP je zajistit jejich bezpečné přiblížení k letišti a seřadit je za sebou v ose přistávací dráhy. Současně APP zajišťuje bezpečný provoz všech letadel odlétávajících z letiště a prolétávajících skrz TMA.
V České republice je služba přiblížení (APP) hlavních regionálních letišť (Brno, Ostrava a Karlovy Vary) poskytována z nižších pater řídící věže v Praze. Jejich umístění do Prahy je součástí snahy umístit všechna stanoviště do hlavního města ČR. Změna byla provedena v lednu roku 2021. Do té doby byla stanoviště APP na každém letišti. Výjimkou je letiště Praha, jehož APP sídlí v IATCC Praha (Integrované středisko řízení letového provozu) v Jenči u Prahy.

### Oblastní služba řízení
Třetím základním pilířem řízení letového provozu je oblastní služba řízení, označovaná zkratkou ACC (z anglického Area Control Centre – oblastní centrum řízení). Oblastní služba řízení zajišťuje řízení letového provozu v příslušné řízené oblasti (používá se zkratka CTA z anglického Controlled Area – řízená oblast), což je typicky velká oblast řízeného vzdušného prostoru, někdy zahrnující území celého státu.
V České republice sídlí oblastní středisko řízení, stejně jako APP Praha, v IATCC Praha (Itegrované středisko řízení letového provozu) v Jenči u Prahy.

### Ostatní pozice
Pozice pak jsou GND (z anglického ground, zem), DEL (z anglického Delivery), RADIO. Pozice GND a DEL jsou přítomni pouze v určitý čas a pouze na řízeních letištích (tj. letiště s pozicí TWR). Pozice GND zastává pojezdové dráhy (tj. pojíždění letadel po pojezdových drahách až na H/P dráhy). Pozice DEL zajišťuje vydávání letových povolení (po konzultaci se stanovištěm APP, případně ACC nebo TWR). Pozice RADIO vydává informace (většinou na neřízených letištích).

## Dálková letištní služba řízení
V případě dálkové letištní služby řízení není provoz na určitém letišti řízen z řídící věže daného letiště (služba TWR popsaná výše), ale na dálku z jiného letiště (typicky většího), které je na takové úkoly dostatečně personálně vybaveno. Prvním letištěm na světě, na kterém je tento systém používán, je letiště Örnsköldsvik v severním Švédsku, které je na dálku řízeno z většího, jižněji položeného, asi 130 kilometrů vzdáleného letiště Sundsvall-Timrå. Povolení pro tento způsob řízení získalo letiště Örnsköldsvik 31. října 2014, od dubna 2015 je systém v rutinním provozu.
Systém a technologie vyvíjela 10 let švédská společnost Saab a nazvalo ho Saab Remote Tower System (RTS). Má dvě hlavní části. První je nainstalována na letišti, které bude na dálku řízeno a skládá se z kamer o vysokém rozlišení, mikrofonů, signálních světel, meteorologických senzorů a dalšího vybavení. Všechny takto získané informace jsou přenášeny v reálném čase do druhé části systému, nazvaného Remote Tower Center (RTC), kde lidé řídí letový provoz víceméně obvyklým způsobem, až na to, že veškeré informace získávají na dálku. Po úspěšném nasazení systému na letišti Örnsköldsvik se plánuje jeho využití na dalších švédských letištích a projevily o něj zájem i jiné země.